# Lübben (Spreewald)
Lübben er en by med 14.800 indbyggere i den tyske delstat Brandenburg. Byen er administrationsby i Landkreis Dahme-Spreewald, og ligger i landskabet Niederlausitz.

## Bydele og bebyggelser
- Lübben
- Hartmannsdorf
- Lubolz
- Neuendorf
- Radensdorf
- Steinkirchen
- Treppendorf

- Wikimedia Commons har flere filer relateret til Lübben (Spreewald)